# Керколди
Керко́лди, Керко́ди или Керкколди (англ. и скотс Kirkcaldy /kərˈkɔːdi/ listenо файле; гэльск. Cathair Chaladain) — город и порт, расположенный в заливе Ферт-оф-Форт, в округе Файф в Шотландии.
Развита льняная, ковровая, пищевая промышленность, производство клеёнки и линолеума, литьё, котлостроение, текстильное машиностроение. Близ Керколди — угольные шахты.

## Известные уроженцы
- Адам Смит (1723—1790) — экономист, философ-этик.
- Роберт Адам (1728—1792) — архитектор.
- Сэндфорд Флеминг (1827—1915) — инженер, создатель железнодорожной сети Канады и мировой системы часовых поясов.
- Джон Макдуал Стюарт (1815—1866) — путешественник, исследователь Австралии.
- Гай Берримен — музыкант, бас-гитарист группы Coldplay.